# 4P/Фая
Комета Фая (4P/Faye) — короткопериодическая комета из семейства Юпитера, которая была открыта 23 ноября 1843 года французским астрономом Эрве Фаем в Парижской обсерватории, вблизи звезды γ Ориона. Она была описана как диффузный объект с чётко выраженным ядром и небольшим хвостом простирающимся на 4 угловых минуты. Комета обладает довольно коротким периодом обращения вокруг Солнца — чуть более 7,52 года.
- Орбита кометы Фая и её положение в Солнечной системе

## История наблюдений
Фай впервые наблюдал комету 23 ноября, но неблагоприятная погода позволяла подтвердить открытие лишь спустя два дня — 25 числа. Комета прошла перигелий за месяц до открытия, но была настолько слабой, что обнаружить её удалось лишь благодаря сближению с Землёй, — за день до того, как подошла к ней на минимальное расстояние в 0,79 а. е. Столь тесное сближение позволило комете существенно увеличить свою яркость и, — по сообщению Отто Струве, в конце ноября стать видимой даже невооружённым глазом, при длине хвоста 11 угловых минут. Она оставалась доступной для наблюдений в 3,6-дюймовый рефрактор вплоть до 10 января 1844, а к 10 апреля 1844 года была едва различима даже в 15-дюймовый. После этого комета исчезла окончательно. В целом комета наблюдалась на протяжении более чем 4 месяцев, что позволило достаточно точно рассчитать её орбиту. Благодаря расчётам Фридриха Аргеландера и Томаса Хендерсона уже к январю 1844 стало ясно, что комета является короткопериодической, а к маю был вычислен и точный период обращения, равный 7,43 года.
За расчёты даты следующего возвращения кометы взялся французский астроном Урбен Леверье. В ходе этих расчётов он обнаружил, что в 1841 году комета прошла всего в 0,25 а. е. от Юпитера, что привело к уменьшению расстояния перигелия с 1,81 а. е. до 1,69 а. е. Таким образом, комета должна была вернуться в начале апреля 1851 года. А уже 28 ноября 1850 года английский астроном Джеймс Чаллис действительно обнаружил комету вблизи расчётного местоположения.
В целом год открытия кометы стал одним из самых удачных с точки зрения условий наблюдения и, хотя в последующие годы комета наблюдалась при каждом своём возвращении (за исключением 1903 и 1918), её магнитуда оставалась довольно низкой. Причём потеря кометы в 1903 году серьёзно осложнила её поиски в 1910, хотя к 8 ноября 1910 года её всё же удалось восстановить. В тот год на момент обнаружения яркость кометы составляла всего 10,0 m, в 1999 году не превышала 13,0 m, хотя в 2006 поднималась до 9,5 m.

## Сближение с планетами
В XX веке комета пять раз испытала тесное сближение с Землёй и два раза с Юпитером, в XXI веке ожидается ещё три сближения Землёй и одно с Юпитером.
- 0,68 а. е. от Земли 10 ноября 1910 года;
- 0,71 а. е. от Земли 21 октября 1932 года;
- 0,87 а. е. от Земли 3 декабря 1947 года;
- 0,60 а. е. от Юпитера 17 февраля 1959 года;
  - уменьшение расстояния перигелия с 1,65 а. е. до 1,61 а. е.;
  - уменьшение орбитального периода с 7,41 до 7,38 года;
- 0,74 а. е. от Земли 21 ноября 1969 года;
- 0,62 а. е. от Земли 28 октября 1991 года;
- 1,32 а. е. от Юпитера 25 октября 1993 года;
  - увеличение расстояния перигелия с 1,59 а. е. до 1,66 а. е.;
  - увеличение орбитального периода с 7,34 до 7,52 года;
- 0,69 а. е. от Земли 30 октября 2006 года;
- 0,63 а. е. от Юпитера 7 марта 2018 года;
  - уменьшение расстояния перигелия с 1,66 а. е. до 1,62 а. е.;
  - уменьшение орбитального периода с 7,51 до 7,48 года;
- 0,94 а. е. от Земли 5 декабря 2021 года;
- 0,98 а. е. от Земли 8 декабря 2036 года.